# 薩拉托加酒店
萨拉托加酒店（西班牙語：Hotel Saratoga）是一家位於古巴哈瓦那旧城普拉多大道的豪华酒店，它是一個新古典主义建筑。酒店始建於1880年，當時為一個倉庫，1933年改建为酒店，2005年重新开放。 
 2022年5月6日上午，酒店发生爆炸，造成32人死亡，81人受傷，部分建築受損。爆炸發生時酒店正在裝修。古巴當局表示爆炸是由燃氣泄漏所致。

## 外部連結
- Explosion damages Hotel Saratoga （页面存档备份，存于）